# Pain (Naruto)
Pour les articles homonymes, voir Pain (homonymie).
 (mai 2024).
Pain (ペイン, Pein) est un « personnage » fictif du manga Naruto.
Pain est le chef officiel de l'organisation Akatsuki (même si c'est officieusement Tobi, qui en est le cofondateur, qui tire les ficelles). Il fait équipe avec Konan et siège dans le village caché d'Ame qu'il gouverne après une période de guerre civile.
Le nom Pain ne correspond pas à un personnage unique, mais à un groupement de six corps (avatars) différents, contrôlés à distance par Nagato (un ancien élève de Jiraya). Les avatars constituant Pain sont nommés : Tendô, Chikushodô, Jigokudô, Shuradô, Gakidô et Ningendô. Toutefois, on remarquera que Nagato utilise de préférence l'avatar Tendô pour interagir avec autrui.

## Profil

### Apparence physique

Piercings de Tendô.

L’existence de Pain est mentionnée lorsqu’on apprend qu'il attendait Deidara et Sasori (Tome 27, épisode 238), mais on ne le voit pour la première fois que bien plus tard (Tome 40), sous l'apparence d'un jeune homme aux cheveux roux, Tendô. Ce corps est le corps principal dont il se sert pour ses relations avec Akatsuki, mais cinq autres corps sont en « sommeil » et peuvent être utilisés pour le combat. Les six corps ont en commun des sortes de piercings noirs sur le visage et le reste du corps (ces piercings étant des récepteurs de chakra servant à la manipulation du corps), des cheveux roux (excepté Shurado, qui est chauve), et des yeux particuliers avec une pupille et quatre cercles concentriques, le Rinnegan.

Bague de Tendô.

Tendô possède la bague: 零, Rei, le Zéro, au pouce droit.
Le corps Jigokudô (« Royaume de l'horreur ») est capable d'invoquer le « Roi des enfer », un monstre avec des flammes violettes, sortant du sol. Ce monstre possède aussi le Rinnegan, et de sa bouche peuvent sortir des bras visqueux qui prennent la vie de ses victimes lors d'une sorte de « jugement de Dieu » (l'âme de ceux qui mentent est aspirée dans la bouche du monstre). Ce monstre est également capable de ressusciter les corps de Pain. Ce monstre est visible lorsqu'il remet en état les corps ou quand l'ennemi est attrapé par Jigokudô, sinon, il est invisible aux yeux des autres ninjas.

### Histoire
Hormis quelques apparitions lors de réunions de l'Akatsuki (où il apparaît la plupart du temps sous forme d'hologramme), la première fois où l'on découvre réellement Pain est lors de l'infiltration de Jiraya dans le village d'Ame. Pain intervient pour intercepter Jiraya et l'affronte ; ce combat se termine par la mort de Jiraya, qui parvient cependant à découvrir le secret de Pain et à le transmettre à Konoha (« Il n'existe pas réellement »).
L'on apprend de fait que Pain n'est que la créature d'un ninja appelé Nagato, un ancien élève de Jiraya qui, pour créer les corps de Pain, utilise des cadavres, apportés par des ninjas du village de la pluie. Cependant, les ninjas apportant les corps ne se doutent pas que Nagato réside dans le bâtiment devant lequel ils déposent les cadavres (c'est Konan qui semble se charger des corps par la suite). Ils croient à un tombeau, mais les familles des victimes ne peuvent voir les corps (« Défense d'entrer » écrit sur le grillage de la tour). Pourtant, le ninja prétend que des rumeurs circulent comme quoi Pain résiderait dans le bâtiment, mais son compagnon ne le croit pas.
Tobi ayant ordonné de capturer Kyûbi, il se retrouve ensuite devant Konoha qu'il va mettre à feu et à sang. Juste avant l'arrivée de Naruto, il fait exploser le village de la feuille.
Il combat alors Naruto revenu du Mont Myôboku avec six crapauds des plus puissants. Des suites du combat contre Naruto en mode ermite, les six corps de Pain sont mis hors d'état de nuire. La mort de Nagato, teintée de rédemption, scelle définitivement le destin de sa créature.

Lors de la 4e grande guerre ninja, un nouveau Pain est créé par Tobi avec les corps de six jinchūriki invoqués par la technique de la « Réincarnation des âmes » de Kabuto. Contrairement au premier Pain, les corps composant le nouveau disposent d'un Sharingan à la place de leur œil droit et d'un Rinnegan à celle de leur œil gauche ; ils n'utilisent pas les techniques du Pain original, s’appuyant sur leurs capacités d’hôtes, et n'ont qu'un seul récepteur de chakra implanté en eux sur leur poitrine. Ils partagent non seulement leur vue avec le Rinnegan, mais en plus, peuvent lire et anticiper les mouvements de leurs adversaires avec leur Sharingan. C'est grâce à leur récepteur de chakra que leurs démons à queues sont maintenus en eux, un corps ressuscité par la « Réincarnation des âmes » ne pouvant faire office d’hôte. Après un combat éprouvant, durant lequel Kyûbi décide de coopérer avec Naruto, lui permettant de prendre sa forme, les six nouveaux Pain sont neutralisés, Naruto leur ôtant leurs récepteurs de chakra, et les démons à queues étant de nouveau scellés dans la statue du grand démon hérésiarque.

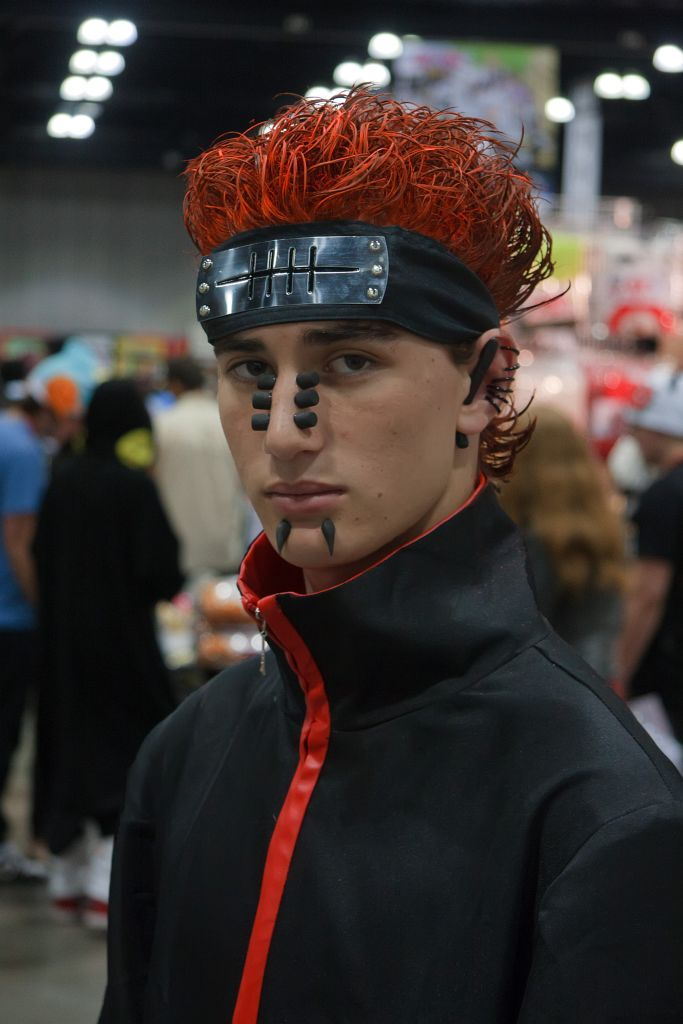
Cosplay de Pain.

### Personnalité
Pain a le respect de tous les membres de l'Akatsuki (à l'exception de Hidan, qui n'a de respect que pour Jashin). Selon les aveux de Konan, qui travaille avec lui, il n'a jamais connu la défaite.
Au Pays de la Pluie, Pain est considéré comme un dieu par ses alliés et Tobi le surnomme l'invincible Pain (peut-être par ironie), mais il semble cependant que personne là-bas n'ait jamais vu son visage. Il est dit qu'il possède le sang du clan Fûma. Seul un de ses corps le possède vraiment (Chikushodô, dont le corps a été autopsié).
Il est également l'assassin de Hanzô, l'ancien chef d'Ame, qui surpassa les trois sannin réunis lors d'une bataille entre Ame et Konoha.
Il est extrêmement puissant, faisant tomber Ame à lui tout seul par vengeance, et faisant assassiner tout l'entourage de Hanzô et même ses clients. Pain tue également ceux qui menacent ses idéaux. C'est donc un homme à la fois très puissant et impitoyable à l'opposé de ce que laissait prévoir le caractère de Nagato lorsqu'il était enfant.
Il dit également à Hidan que, pour lui, toutes les raisons sont bonnes pour se battre. Ce qui prouve qu'il est prêt à tout pour arriver à ses fins. Et ce qui ne signifie pas forcément qu'il aime la guerre.
Le véritable objectif de Pain est de créer un ultime kinjutsu avec les bijū, capable de détruire un pays d'un seul coup (sur le principe d'une arme de destruction massive). Selon lui, l'unique moyen pour supprimer les conflits dans le monde est que ses habitants passent d'abord par un état de terreur et de souffrance, ce qui leur apprendrait ensuite à se contrôler et à faire évoluer leur mentalité. Seule cette souffrance peut amener le monde à grandir. Il n'est donc pas un amateur de la guerre.

### Capacités

Le Rinnegan.

Barrière à 5 sceaux.

Pain peut utiliser la télépathie, notamment dans le but de rassembler les membres d’Akatsuki. Il possède une technique (Gentōshin no Jutsu) leur permettant d'apparaître sous forme d'hologrammes dans leur repaire. Pain peut également invoquer le réceptacle géant pour les démons à queues, la statue du grand démon hérésiarque (外道魔像, Gedō Mazō), et connaît le moyen de les sceller dans ce même réceptacle avec la technique des neuf dragons illusoires. Spécialiste des sceaux, il est capable de créer une barrière ninjutsu puissante pour protéger les repères d'Akatsuki : la barrière à 5 sceaux (五封結界, Gofū kekkai).
Une de ses techniques les plus notables consiste à se servir d'un subalterne sacrifié pour l'occasion, et grâce au chakra d'un allié, à créer un clone particulièrement réaliste de l'allié lui permettant d'utiliser la plupart de ses jutsu à l'exception des techniques héréditaires. Naruto, Sakura, Kakashi, Chiyo, Neji, Lee, Tenten et Gaï ont affaire à cette technique.
C'est Nagato qui tire les ficelles de Pain… Il dirige les 6 corps à une certaine distance, mais avec une contrainte : il doit se trouver à une certaine altitude afin qu'il puisse émettre correctement son chakra vers les 6 corps. Tout comme Nagato, les six corps de Pain et ses invocations possèdent tous le Rinnegan, le dōjutsu le plus puissant de l'univers de Naruto, possédé à l'origine par le Sage des six chemins. Ils ont également une vision partagée.
Les six corps composant Pain, comme les invocations de celui-ci, sont donc contrôlés par des ondes de chakra qu'ils reçoivent via des récepteurs de chakra se présentant sous la forme de piercings noirs très résistants : ils reçoivent le chakra et permettent aux corps de se mouvoir. Les corps de Pain peuvent d'ailleurs sécréter un bâton noir fait de la même matière, capable de perturber le chakra de l'adversaire quand celui-ci est touché, faisant apparaître une image du Rinnegan dans l'esprit de l'ennemi.
Chaque corps de Pain possède un nom, que les ninjas d'origine ne possédaient pas (chacun des corps correspondrait à une personne que Jiraya a rencontrée et affrontée lors de son périple à travers le monde ; l’anime développe ces rencontres au cours d’un arc hors-série), et des techniques liées à la maîtrise d'un des types de manipulation de chakra.
Leurs noms font référence aux « Six Destinées » du bouddhisme.
- Tendô (天道, Tendō — litt. « voie Deva » ou « voie divine »?)
Corps principal (mais pas l'original) qu’il utilise habituellement avec les autres membres d'Akatsuki, c'est le corps de Yahiko, l'ami d'enfance de Nagato et Konan.
Capable de contrôler la pluie et de l'utiliser comme système d'alarme anti-intrusion, d'invoquer la statue du grand démon hérésiarque pour l'extraction des bijū et d'utiliser les jutsu de manipulation des corps.
Kakashi s'interroge sur la véritable nature du souffle dégagé par Tendô, qui a réduit en poussière tout ce qu'il y avait autour de lui[7]. Il s'avère que Tendô possède aussi la faculté d'attirer à lui ses ennemis, et que cette faculté est un contrôle de la gravité et des forces de répulsion[8].
La technique ultime de répulsion de Tendô (de la puissance du souffle d'une bombe atomique) semble cependant à double tranchant, puisque Konan met en garde Nagato contre l'utilisation de cette technique qui lui raccourcit la vie[4]. De plus, l'utilisation de cette technique prive Tendô de ses techniques durant un long moment.
Tendô doit attendre cinq secondes entre chaque utilisation de la technique de répulsion, cependant, le temps d'attente peut être plus long si la technique de répulsion était extrêmement puissante, comme celle qui a détruit Konoha. Plusieurs jōnin de Konoha tenteront d'utiliser ce point faible sans succès, mais Naruto y parviendra.
La technique ultime d'attraction consiste à créer une petite boule noire où sont irrémédiablement attirés tous les objets l'entourant (dont le terrain), créant une énorme sphère de terre, de roches et d'arbres très dense. D'après Nagato, c'est ainsi que le « Sage des 6 chemins » (六道仙人, Rikudō Sennin?) aurait créé la Lune. Pour réaliser cette technique, il faut que Tendô soit suffisamment proche du lieu où se trouve Nagato.
- Ningendô (人間道, Ningendō — litt. « voie Purusa » ou « voie humaine »?)
Corps aux longs cheveux capable de maîtriser les techniques relatives à l'âme et l'esprit ; il peut lire dans les pensées ou la mémoire d'un ninja pour avoir des renseignements, et lui arracher l'âme en l'aspirant.
Selon l’anime, il était un ninja de Taki qui apprenait la survie aux enfants pendant la 3e guerre.
En sauvant Chikushodô (un des 6 corps de Pain), il a été désintégré par l’« Orbe shuriken » de Naruto, il ne reste du corps qu'un petit fragment de sa tête.
- Shuradô (修羅道, Shuradō — litt. « voie Asura »?)
Corps entièrement robotisé, il possède six bras dotés de lance-missiles (il peut détacher ses poignets et les projeter). Ses pieds sont également munis de propulseurs ce qui lui permet de se déplacer très rapidement. Doté d'une grande force, il lance Chikushodô au-dessus de Konoha.
Sa tête, formée de trois visages aux expressions différentes[9], peut s'ouvrir en six parties. On constate alors la présence d'une sorte d'étrange cerveau, par lequel Shuradô tire un rayon laser dévastant plusieurs maisons en un seul tir. Il peut également lancer des missiles en l'air qui retombent en pluie, causant beaucoup de dégâts.
Il a dans le dos, une sorte de longue bande tranchante dont les bords sont dentelés et dont il se sert pour transpercer ses adversaires.
Selon l’anime, il était un ninja marionnettiste itinérant avec une marionnette à l'apparence d'un bébé.
C'est le seul des six qui ne parle jamais.
Shuradô est détruit et ressuscité plusieurs fois : il se fait écraser par la technique du décuplement de poids (la main) de Chôza Akimichi, est cassé en deux en interceptant les « mille oiseaux » de Kakashi à la place de Tendô, et Naruto le détruit finalement avec un « orbe tourbillonnant ».
- Chikushodô (畜生道, Chikushōdō — litt. « voie Jantu » ou « voie animale »?)
Invocateur ; capable d'invoquer des créatures puissantes : chimère, chiens (se multipliant dès qu'ils sont touchés), crabe, mille-pattes, oiseau, rhinocéros, taureau, autres corps de Pain…
Certaines de ces invocations, comme le chien multicéphale, sont tellement tenaces que le seul moyen de s'en débarrasser semble être de vaincre l'invocateur.
Il était un ninja du clan Fûma ; Jiraya a engagé le combat contre lui et lui a laissé une cicatrice sur le front, ce qui lui permet de le reconnaître lorsqu’il le combat en tant qu’avatar de Pain.
Un nouveau corps féminin, celui d’Ajisai une genin d’Ame, le remplace à la suite du combat contre Jiraya qui était parvenu à le capturer. Ce dernier est détruit par la « Furie de l'orbe » de Naruto, après avoir été avalé par Gamabunta.
- Gakidô (餓鬼道, Gakidō — litt. « voie Preta » ou « voie du démon affamé »?)
Absorbeur de techniques de ninjutsu et de chakra. Son point faible est le taijutsu ; il fuit donc les combats rapprochés.
Selon l’anime, il était un ninja de Kusa ; son village ne faisant pas le poids face à Konoha, Suna et Iwa, il fut contraint de devenir paysan pour gagner sa vie.
Il est capable d'absorber tout type de techniques de ninjutsu, même les plus puissantes comme l’« orbe tourbillonnant géant » de Jiraya, et même l’« orbe shuriken » de Naruto. Il est cependant dépassé par l'absorption du chakra Sennin qui le transforme en crapaud de pierre.
- Jigokudô (地獄道, Jigokudō — litt. « voie Naraka » ou « voie infernale »?)
Utilisé pour le « Jugement de Dieu », et pour ressusciter les corps.
Selon l’anime, il était un prêtre selon qui seules les prières pouvaient amener la paix.
Le monstre qu'il invoque peut faire sortir un tentacule de la bouche de la victime interrogée (peut-être son âme) et l'attraper avec ce qui semble être un « bras-langue ». Si la victime répond la vérité à la question posée, la main glisse sur le tentacule et ne peut l'attraper. Si la victime ment, le bras-langue garde prise sur le tentacule-âme et l'attire à la bouche du monstre, où elle est dévorée.
Le monstre en question est aussi capable de ressusciter les autres corps de Pain vaincus en les avalant pour ensuite les recracher indemnes quelques secondes plus tard. Lorsque Nagato utilise la technique du « cycle éternel des réincarnations » afin de se repentir et de ressusciter ses victimes, le monstre surgit de terre et crache les âmes des victimes de Pain qui rejoignent les corps respectifs. Il est vaincu par l’« Orbe tourbillonnant » de Konohamaru avant d’être ressuscité pour affronter Naruto qui le détruit avec sa « Furie de l’orbe ».

### Techniques
- Rinnegan litt. Œil Métempsychique (輪廻眼?)[10]
Le Rinnegan est le plus puissant des dōjutsus. Il a un étroit rapport avec l'âme, d'où son nom.
Il permet de diviser son âme dans plusieurs corps et agit comme des caméras de surveillance : chaque angle de vue fixé par un corps est également visible par les autres corps, permettant une défense presque sans faille (on peut masquer la vue d'un des corps pour le priver d'un angle de vue).
- Invocation (口寄せの術, Kuchiyose no jutsu?)
Chikushodô peut invoquer :
  - Un crabe géant
    - Suiton - Vague mousseuse perturbante (水遁・泡沫乱波, Suiton - Hōmatsurappa?)[11] — rang C
Le crabe crache une vague bulleuse qui distrait l'adversaire et permet d'éteindre les techniques Katon.
Permet aussi de délivrer quelqu'un prisonnier d'une technique huileuse (agit comme du liquide vaisselle)

  - Un caméléon géant
Cette créature possède une faculté de camouflage... Chikushodô peut également se cacher dans sa bouche.
  - Un mille-pattes géant
  - Un cerbère géant se divisant en plusieurs chiens au fur et à mesure des coups qu'il prend
  - Un oiseau géant au bec effilé
Dans l’anime, cette créature peut faire tomber une multitude de petits objets ronds ressemblant à des œufs qui explosent faisant des dégâts considérables.
  - Un bélier géant
  - Un rhinocéros
  - Un panda géant qui fait office de bouclier
  - La statue du grand démon hérésiaque pour le rituel d'extraction des bijū
  - Les autres corps de Pain

Les invocations sont également commandées via des piercings récepteurs géants et possèdent le Rinnegan. Cela permet notamment à Chikushodô d'éluder la procédure habituelle d'invocation (composition des mudras et sacrifice du sang lié au pacte), lui faisant gagner un temps précieux.
- Technique des fantômes de lumière (幻灯身の術, Gentōshin no Jutsu?)[12]
Permet aux membres d’Akatsuki de faire des réunions sous la forme d’hologrammes. Néanmoins, ceux y participant doivent rester immobiles, en sécurité, sachant que les cérémonies durent parfois plusieurs jours quand il s’agit de sceller un des démons à queues, ce qui est d’autant plus long que le nombre de participants diminue.
- Technique de scellement : Sceau des neuf dragons illusoires (封印術・幻龍九封尽, Fūin Jutsu : Genryūkyū fūjin?)[13] — rang A
Extrait un démon à queue du corps de son hôte pour le sceller dans la statue du grand démon hérésiarque, invoquée pour l'occasion.
- Technique de transfert de forme (象転の術, Shōten no jutsu?)[14]
Technique permettant de donner l'apparence et les techniques d'une personne (en échange de 30 % de son chakra) à un subalterne sacrifié pour l'occasion.
- Barrière à 5 sceaux (五封結界, Gofū kekkai?)[15] — rang C
Consiste à protéger un endroit à l'aide de cinq sceaux placés un sur la « porte » qu'on veut protéger, et les quatre autres à quelques centaines de mètres au nord, au sud, à l’est et à l’ouest.
Pour supprimer la barrière, il faut enlever les cinq sceaux en même temps. Cette technique permet donc de protéger un lieu d'une équipe de quatre ninjas qui viendrait l'attaquer.
- Technique du miroir du clone (鏡面襲者の術, Kyōnenshūja no jutsu?)[16] — rang A
Cette technique fait apparaître à partir du terrain un clone particulièrement réaliste de l'adversaire, utilisant les mêmes techniques et quasiment de la même force.
Elle fonctionne comme un sceau, pouvant être préparée à l'avance et apposée à un endroit…
Pain la combine avec la barrière à cinq sceaux pour empêcher les quatre ninjas ayant enlevé les sceaux loin de l'endroit protégé de venir à la rescousse.
- Technique de détection par la pluie (雨虎自在の術, Ukojizai no jutsu?)[17]
Pain déclenche la pluie à Ame, notamment pour détecter un ennemi.
- Mystérieux bras propulseur (怪腕ノ火矢, Kaiwan no hiya?)[18]
Le poignet de Shuradô se détache et est propulsé violemment comme un missile explosif sur la cible.
- Invocation expansive (増幅口寄せ, Zōfuku kukyose?)[19] — rang B
Chikushodô invoque un Cerbère se divisant en plusieurs chiens au fur et à mesure des coups qu'il prend.
- Absorption et scellage des techniques (封術吸印, Fū jutsu kyuin?)[20]
Gakidô peut absorber n'importe quel ninjutsu quelle que soit sa puissance, ou le chakra de l'adversaire.
- Répulsion céleste (神羅天征, Shinra tensei?)
Tendô peut utiliser une force de répulsion pour envoyer au loin tout ce qui est à proximité. Cette technique a cependant un point faible : il doit attendre cinq secondes entre chaque utilisation de cette technique.
Cette technique a plusieurs échelles : Elle peut repousser quelques opposants et balayer quelques maisons, mais elle peut aussi détruire la quasi-totalité de Konoha. Cependant, la technique utilisée avec la puissance nécessaire pour détruire Konoha contraint Nagato à désactiver les autres corps, lui raccourcit la vie, et prive Tendô de ses pouvoirs un long moment (il peut cependant toujours utiliser le taijutsu).
- Attraction céleste (万象天引, Banshō tenin?)
L'inverse de la Répulsion céleste, cette fois Tendô attire ce qu'il veut vers lui.
- Naissance de l'astre divin (地爆天星, Chibaku tensei?)
Tendô lance vers le ciel une sorte de petite boule noire qui, une fois arrivée en hauteur, se met à aspirer la terre qui se détache en fragments et se concentre autour de cette boule, créant ainsi d'énormes dégâts terrestres et aspirant par la même occasion l'ennemi lui-même.
On apprend que c'est grâce à cette technique, utilisée sur une bien plus grande échelle, que le Sage des Six Chemins a créé la Lune.
Cette technique est utilisée en combinaison par Naruto et Sasuke lors de leur combat contre Kaguya, le fais de la toucher avec leur main directrice qui porte un sceau contenant les pouvoirs du Sage des Six Chemins la paralysant et lui ôtant tous ses pouvoirs tout en la transformant de façon qu'elle attire la matière environnante comme la boule noire issue de l'astre divin classique.

## Apparition dans les autres médias
Dans un des arcs hors-série (filler), Pain fait une apparition supplémentaire, étant chargé de capturer Rokubi, le démon à six queues.
Il apparait aussi dans des jeux de la franchise Naruto tels que Naruto Shippūden: Ultimate Ninja Heroes 3, Naruto Shippūden: Ultimate Ninja Storm 2, et Naruto Shippūden: Ultimate Ninja Storm Generations. Si dans ces trois jeux, Pain peut être incarné en tant que personnage jouable, dans Ultimate Ninja Heroes 3, les corps semblent pouvoir être incarné séparément tandis que dans les épisodes Storm, le gameplay de Pain est basé sur l'utilisation de tous les corps en un personnage.

### Databook
- (ja) Masashi Kishimoto, NARUTO - Hiden Sha no Sho (NARUTO―ナルト―［秘伝・者の書］?) : Characters Official Data Book (キャラクターオフィシャルデータBOOK?), Tōkyō, Shūeisha, coll. « Jump Comics (ジャンプコミックス, Janpu Comikkusu?) / Naruto »,‎ 4 septembre 2008, 360 p., shinsho (新書?) / Tankōbon / 175x115mm (ISBN 978-4-08-874247-2, présentation en ligne)

### Tomes en français
- Masashi Kishimoto (trad. Sébastien Bigini), Naruto tome 27 : Le jour du départ !!, Kana, coll. « Shonen Kana / Naruto », 19 janvier 2007, 192 p., Tankōbon / 115x175mm (ISBN 978-2-5050-0031-0, présentation en ligne)
- Masashi Kishimoto (trad. Sébastien Bigini), Naruto tome 29 : Kakashi versus Itachi !, Kana, coll. « Shonen Kana / Naruto », 4 mai 2007, 192 p., Tankōbon / 115x175mm (ISBN 978-2-5050-0097-6, présentation en ligne)
- Masashi Kishimoto (trad. Sébastien Bigini), Naruto tome 40 : L’art ultime !!, Kana, coll. « Shonen Kana / Naruto », 5 février 2009, 192 p., Tankōbon / 115x175mm (ISBN 978-2-5050-0528-5, présentation en ligne)
- Masashi Kishimoto (trad. Sébastien Bigini), Naruto tome 41 : Le choix de Jiraya !!, Kana, coll. « Shonen Kana / Naruto », 19 avril 2009, 192 p., Tankōbon / 115x175mm (ISBN 978-2-5050-0558-2, présentation en ligne)
- Masashi Kishimoto (trad. Sébastien Bigini), Naruto tome 44 : Traditions d’ermites… !!, Kana, coll. « Shonen Kana / Naruto », 23 octobre 2009, 192 p., Tankōbon / 115x175mm (ISBN 978-2-5050-0711-1, présentation en ligne)
- Masashi Kishimoto (trad. Sébastien Bigini), Naruto tome 45 : Konoha, théâtre de guerre !!, Kana, coll. « Shonen Kana / Naruto », 4 décembre 2009, 192 p., Tankōbon / 115x175mm (ISBN 978-2-5050-0754-8, présentation en ligne)
- Masashi Kishimoto (trad. Sébastien Bigini), Naruto tome 46 : Le retour de Naruto !!, Kana, coll. « Shonen Kana / Naruto », 15 janvier 2010, 192 p., Tankōbon / 115x175mm (ISBN 978-2-5050-0788-3, présentation en ligne)